# Iwo Janakiew
Iwo Janakiew (bułg. Иво Янакиев, ur. 12 października 1975 w Burgasie) – bułgarski wioślarz, brązowy medalista olimpijski, reprezentant Bułgarii w wioślarskiej dwójce podwójnej podczas letnich igrzysk olimpijskich w Pekinie.

## Osiągnięcia
- Igrzyska olimpijskie – Sydney 2000 – jedynka – 5. miejsce.
- Igrzyska olimpijskie – Ateny 2004 – jedynka – 3. miejsce.
- Mistrzostwa świata – Gifu 2005 – dwójka podwójna – 4. miejsce.
- Mistrzostwa świata – Eton 2006 – dwójka podwójna – 5. miejsce.
- Igrzyska olimpijskie – Pekin 2008 – dwójka podwójna – 10. miejsce.